# 雕具座γ¹
雕具座γ1是位于雕具座的一对双星，距地球大约185光年，主星是一颗视星等为+4.55的橙色K-型巨星，伴星是一颗八等星，离主星3.1角秒。